# 明治美術会
明治美術会（めいじびしゅつかい）は、明治22年（1889年）に発足した日本国最初の洋風美術団体である。

## 歴史
日本における最初の国立美術教育機関である「工部美術学校」は、1876年（明治9年）に西洋美術教育のみで発足したが、財政事情の悪化に加えて、欧化政策の反動から国粋主義の台頭を背景に1883年（同16年）には廃校に到った。1889年（明治22年）、新たに国立の美術教育機関である東京美術学校が開校したが、西洋美術が排されたため、同年6月16日に工部美術学校出身の西洋美術作家達を中心に、当時の洋画家ほぼ全員約80名が大同団結して発足したのが「明治美術会」である。同10月19日-11月3日に第一回展を東京上野公園不忍池畔で開催した。浅井忠「春畝」、松岡寿「肖像」（兵士）など。以後毎月の例会と春秋に展覧会を開く。これらにおける講演や座談会のなかで、歴史的主題の必要が迫られ、歴史的人物の肖像や事件を描いた作品が多い。
当初は、反東京美術学校という一面を備えていた。1892年1月16日洋風美術指導のために浅井、長沼守敬らを教授として絵画彫刻の教場を開設した（のち明治美術学校と改称、1896年閉校）が、1893年（同26年）に帰朝した黒田清輝が入会することで政府への人脈を獲得した。しかし黒田がもたらした印象派風の新画風は後に「外光派」（紫派）、新派と称されたのに対して、従来の（旧工部美術学校系の）画家たちは旧派、「脂派」（やには）と呼ばれるようになった。
同29年には黒田らが明治美術会を脱退し、「白馬会」を結成。1896年（同29年）には東京美術学校に黒田を中心として西洋画科が設置された。1898年（同31年）には旧派側の浅井忠も同校の教授となるが、翌年海外留学になった（帰国後は京都高等工芸学校に赴任）。明治美術会は次第に勢力が衰え、1901年（同34年）11月21日には解散に追い込まれた。
解散後、一部の作家達は「太平洋画会」を結成し、1902年（35年）春に第1回展を開催した。若手の石井柏亭やフランス留学組の鹿子木孟郎（1904年帰国）、中村不折（1905年帰国）らが太平洋画会に加わった。

## 主要なメンバー
- 山本芳翠
- 本多錦吉郎
- 川村清雄
- 五姓田義松
- 五姓田芳柳 (2代目)
- 浅井忠
- 小山正太郎
- 松岡寿
- 原田直次郎
- 黒田清輝
- 有吉秀太(永地秀太  )

- 森鷗外（名誉会員）
- 原敬（賛助会員）
- 益田孝（賛助会員）